# Malthodes kazakstanicus
Malthodes kazakstanicus es una especie de coleóptero de la familia Cantharidae.

## Distribución geográfica
Habita en Kazajistán.